# Jean-Dominique Senard
Jean-Dominique Senard (n. 7 martie 1953, Neuilly-sur-Seine, Seine, Franța) este un director și om de afaceri francez. În mai 2012, l-a înlocuit pe Michel Rollier ca CEO al multinațională Michelin, după ce s-a alăturat companiei ca CFO în 2005. Senard a fost primul CEO Michelin care nu are legătură cu familia fondatoare. În ianuarie 2019, a fost numit președinte al multinaționalei Renault.

## Biografie
Senard, fiul unui diplomat, a crescut printre ambasadele din întreaga lume. A urmat cursurile HEC Paris, unde și-a finalizat formarea cu un Master în Drept.
Și-a început cariera la diferite firme financiare și a ajuns la compania petrolieră Total în 1979. În 1987, Senard s-a alăturat conducerii trezoreriei Saint-Gobain. În februarie 1988, a fost numit director adjunct, iar director în 1991. Apoi a continuat să conducă materialele de construcție a grupului Saint-Gobain, unde a rămas până în 1996, când s-a alăturat grupului de conglomerat de aluminiu Pechiney în calitate de director financiar și membru. a comitetului său executiv. Perioada a fost foarte tulbure pentru gigantul aluminiului. Când minerul Alcan a lansat o ofertă de preluare pentru Pechiney în 2003, Senard a fost numit președinte, cu o foaie de parcurs pentru realizarea fuziunii. Ca urmare a OPA, a devenit membru al comitetului de conducere al Alcan.
În martie 2005, s-a alăturat Michelin în calitate de Director Financiar și membru al Comitetului Executiv. În urma morții accidentale prin înecare a șefului său, Édouard Michelin, în 2006, a fost numit asociat director al grupului în mai 2007. În noiembrie 2014, Senard a fost confirmat ca director general al companiei în urma unei reuniuni a consiliului de administrație. Mandatul său a fost reînnoit pentru patru ani și se va încheia în prima jumătate a anului 2019, la încheierea adunării generale a acționarilor.

### Renault
Pe 24 ianuarie 2019, Consiliul de Administrație Renault l-a numit pe Senard președinte al multinaționalei Renault, în locul lui Carlos Ghosn, închis în Japonia pentru presupuse nereguli la Nissan. În același timp, multinaționala auto l-a numit pe Thierry Bolloré director general și șef executiv al activităților zilnice ale Renault.